# 2010-es V8 Supercar Championship szezon
2010-es V8 Supercar Championship szezon sorban a 12. V8 Supercar bajnokság. Az évad február 19-én vette kezdetét a Yas Marina Circuit-en, Abu-Dzabiban, és december 5-én fejeződött be a Homebush Street Circuit-en, Sydneyben.

## Versenynaptár
| Verseny | Esemény                       | Pálya                             | Város / Állam                       | Dátum               | Győztes versenyző | Győztes csapat     |
| ------- | ----------------------------- | --------------------------------- | ----------------------------------- | ------------------- | ----------------- | ------------------ |
| 1       | Yas V8 400                    | Yas Marina Circuit                | Yas Island, Egyesült Arab Emírségek | Február 18-20.      | Jamie Whincup     | TeamVodafone       |
| 2       | Yas V8 400                    | Yas Marina Circuit                | Yas Island, Egyesült Arab Emírségek | Február 18-20.      | Jamie Whincup     | TeamVodafone       |
| 3       | Desert 400                    | Bahrain International Circuit     | Manáma, Bahrein                     | Február 25-27.      | Jamie Whincup     | TeamVodafone       |
| 4       | Desert 400                    | Bahrain International Circuit     | Manáma, Bahrein                     | Február 25-27.      | Jamie Whincup     | TeamVodafone       |
| 5       | Clipsal 500 Adelaide          | Adelaide Street Circuit           | Adelaide, Dél-Ausztrália            | Március 11-14.      | Garth Tander      | Holden Racing Team |
| 6       | Clipsal 500 Adelaide          | Adelaide Street Circuit           | Adelaide, Dél-Ausztrália            | Március 11-14.      | Garth Tander      | Holden Racing Team |
| 7       | ITM Hamilton 400              | Hamilton Street Circuit           | Hamilton, Új-Zéland                 | Április 16-18.      |                   |                    |
| 8       | ITM Hamilton 400              | Hamilton Street Circuit           | Hamilton, Új-Zéland                 | Április 16-18.      |                   |                    |
| 9       | City of Ipswich 300           | Queensland Raceway                | Ipswich, Queensland                 | Április 30-Május 2. |                   |                    |
| 10      | City of Ipswich 300           | Queensland Raceway                | Ipswich, Queensland                 | Április 30-Május 2. |                   |                    |
| 11      | Winton Motor Raceway          | Winton Motor Raceway              | Benalla, Victoria                   | Május 14-16.        |                   |                    |
| 12      | Winton Motor Raceway          | Winton Motor Raceway              | Benalla, Victoria                   | Május 14-16.        |                   |                    |
| 13      | Skycity Triple Crown          | Hidden Valley Raceway             | Darwin, Északi terület              | Június 18-20.       |                   |                    |
| 14      | Skycity Triple Crown          | Hidden Valley Raceway             | Darwin, Északi terület              | Június 18-20.       |                   |                    |
| 15      | Armour All Townsville 400     | Townsville Street Circuit         | Townsville, Queensland              | Július 9-11.        |                   |                    |
| 16      | Armour All Townsville 400     | Townsville Street Circuit         | Townsville, Queensland              | Július 9-11.        |                   |                    |
| 17      | L&H 500                       | Phillip Island Grand Prix Circuit | Phillip Island, Victoria            | Szeptember 10-12.   |                   |                    |
| 18      | Supercheap Auto Bathurst 1000 | Mount Panorama Circuit            | Bathurst, Új-Dél-Wales              | Október 7-10.       |                   |                    |
| 19      | Gold Coast SuperCarnivale     | Surfers Paradise Street Circuit   | Surfers Paradise, Queensland        | Október 21-24.      |                   |                    |
| 20      | Gold Coast SuperCarnivale     | Surfers Paradise Street Circuit   | Surfers Paradise, Queensland        | Október 21-24.      |                   |                    |
| 21      | Falken Tasmania Challenge     | Symmons Plains Raceway            | Launceston, Tasmania                | November 12-14.     |                   |                    |
| 22      | Falken Tasmania Challenge     | Symmons Plains Raceway            | Launceston, Tasmania                | November 12-14.     |                   |                    |
| 23      | Norton 360 Sandown Challenge  | Sandown Raceway                   | Melbourne, Victoria                 | November 19-21.     |                   |                    |
| 24      | Norton 360 Sandown Challenge  | Sandown Raceway                   | Melbourne, Victoria                 | November 19-21.     |                   |                    |
| 25      | Sydney Telstra 500            | Homebush Street Circuit           | Sydney, Új-Dél-Wales                | December 3-5.       |                   |                    |
| 26      | Sydney Telstra 500            | Homebush Street Circuit           | Sydney, Új-Dél-Wales                | December 3-5.       |                   |                    |

## Csapatok és versenyzők
| Csapat                        | Gyártó | Modell       | Rajtszám                | Versenyző         |
| ----------------------------- | ------ | ------------ | ----------------------- | ----------------- |
| Triple Eight Race Engineering |        | VE Commodore | 1                       | Jamie Whincup     |
| Triple Eight Race Engineering | 888    | VE Commodore | Craig Lowndes           |                   |
| Holden Racing Team            |        | VE Commodore | 2                       | Garth Tander      |
| Holden Racing Team            | 22     | VE Commodore | Will Davison            |                   |
| Tony D'Alberto Racing         |        | VE Commodore | 3                       | Tony D'Alberto    |
| Stone Brothers Racing         |        | FG Falcon    | 4                       | Alex Davison      |
| Stone Brothers Racing         | 9      | FG Falcon    | Shane van Gisbergen     |                   |
| James Rosenberg Racing (SBR)  | 47     | FG Falcon    | Tim Slade               |                   |
| Ford Performance Racing       |        | FG Falcon    | 5                       | Mark Winterbottom |
| Ford Performance Racing       | 6      | FG Falcon    | Steven Richards         |                   |
| Rod Nash Racing (FPR)         | 55     | FG Falcon    | Paul Dumbrell           |                   |
| Kelly Racing                  |        | VE Commodore | 7                       | Todd Kelly        |
| Kelly Racing                  | 11     | VE Commodore | Jason Bargwanna         |                   |
| Kelly Racing                  | 15     | VE Commodore | Rick Kelly              |                   |
| Kelly Racing                  | 16     | VE Commodore | Tony Ricciardello       |                   |
| Brad Jones Racing             |        | VE Commodore | 8                       | Jason Richards    |
| Brad Jones Racing             | 14     | VE Commodore | Jason Bright            |                   |
| Britek Motorsport (BJR)       | 21     | VE Commodore | Karl Reindler           |                   |
| Walkinshaw Racing             |        | VE Commodore | 10                      | Andrew Thompson   |
| Walkinshaw Racing             | 24     | VE Commodore | Fabian Coulthard        |                   |
| Triple F Racing               |        | FG Falcon    | 12                      | Dean Fiore        |
| Dick Johnson Racing           |        | FG Falcon    | 17                      | Steven Johnson    |
| Dick Johnson Racing           | 18     | FG Falcon    | James Courtney          |                   |
| Tekno Autosports (DJR)        | 19     | FG Falcon    | Jonathon Webb           |                   |
| Lucas Dumbrell Motorsport     |        | VE Commodore | 30                      | Daniel Gaunt      |
| Garry Rogers Motorsport       |        | VE Commodore | 33                      | Lee Holdsworth    |
| Garry Rogers Motorsport       | 34     | VE Commodore | Michael Caruso          |                   |
| Paul Morris Motorsport        |        | VE Commodore | 39                      | Russell Ingall    |
| Paul Morris Motorsport        | 51     | VE Commodore | Paul Morris Greg Murphy |                   |